# Ovruch (huyện)
Huyện Ovruch (tiếng Ukraina: Овруцький район, chuyển tự: Ovruchs'kyi raion) là một huyện của tỉnh Zhytomyr thuộc Ukraina. Huyện Ovruch có diện tích 3225 km², dân số theo điều tra dân số ngày 5 tháng 12 năm 2001 là 67827 người với mật độ 21 người/km2. Trung tâm huyện nằm ở Ovruch.